# Русановское сельское поселение (Смоленская область)
Русановское сельское поселение — упразднённое муниципальное образование в составе Угранского района Смоленской области России.
Административный центр — деревня Русаново.
Образовано законом от 28 декабря 2004 года. Упразднено законом от 25 мая 2017 года с включением всех входивших в его состав населённых пунктов в Угранское сельское поселение.

## Географические данные
- Расположение: северная часть Угранского района
- Общая площадь: 143,9 км²
- Граничит:
  - на севере — с Вяземским районом
  - на северо-востоке — с Михалёвским сельским поселением
  - на востоке — с Желаньинским сельским поселением
  - на юго-востоке — с Угранским городским поселением
  - на юго-западе — с Полдневским сельским поселением
  - на западе — с Мытишинским сельским поселением
- По территории поселения проходит автомобильная дорога Угра-Мытишино.
- По территории поселения проходят железная дорога Вязьма — Фаянсовая, станции: Дебрянский, О.п. 37-й км.
- Крупные реки: Угра, Гордота.

## Население
| 2011 | 2012 | 2013 | 2014 | 2015 | 2016 | 2017 |
| ---- | ---- | ---- | ---- | ---- | ---- | ---- |
| 445  | ↗446 | ↘432 | →432 | ↗436 | ↘427 | ↘413 |

## Населённые пункты
На территории поселения находилось 12 населённых пунктов:
- Деревня Русаново — административный центр
- Вознесенье, деревня
- Иванково, деревня
- Медведки, деревня
- Петрово, деревня
- Раздоры, деревня
- Руднево, деревня
- Сельцо, деревня
- Сидоровичи, деревня
- Сорокино, деревня
- Субботники, деревня
- Судаково, деревня